# Đàm Đường
Đàm Đường (chữ Hán giản thể:覃塘区, bính âm: Tántáng Qū, âm Hán Việt: Đàm Đường khu) là một quận thuộc địa cấp thị Quý Cảng, khu tự trị dân tộc Choang Quảng Tây, Cộng hòa Nhân dân Trung Hoa. Quận Đàm Đường có diện tích 1502 km², dân số năm 2002 là 520.000 người. Về mặt hành chính, quận Đàm Đường được chia thành 6 trấn: Đàm Đường, Đông Long, Hoàng Luyện, Tam Lý, Ngũ Lý, Thạch Khải và 5 hương: Sơn Bắc, Cổ Chương, Chấn Nam, Đại Lĩnh.